# ユーロコプター EC 120
EC120 コリブリ
- 用途：軽多目的ヘリコプター
- 設計者：ユーロコプター
- 製造者：ユーロコプター, 哈爾浜飛機製造公司
- 初飛行：1995年6月9日
- 生産数：550機以上
- 運用開始：1998年
- ユニットコスト：170万ドル（2010年11月）

ユーロコプター EC 120 コリブリは、ユーロコプター（現エアバス・ヘリコプターズ）社が開発した軽多目的ヘリコプター。EC 120という機種番号は、民間向けの2トン・クラスの単発機であることを意味する。
公式愛称はスペイン語でハチドリを意味する『コリブリ』

## 概要

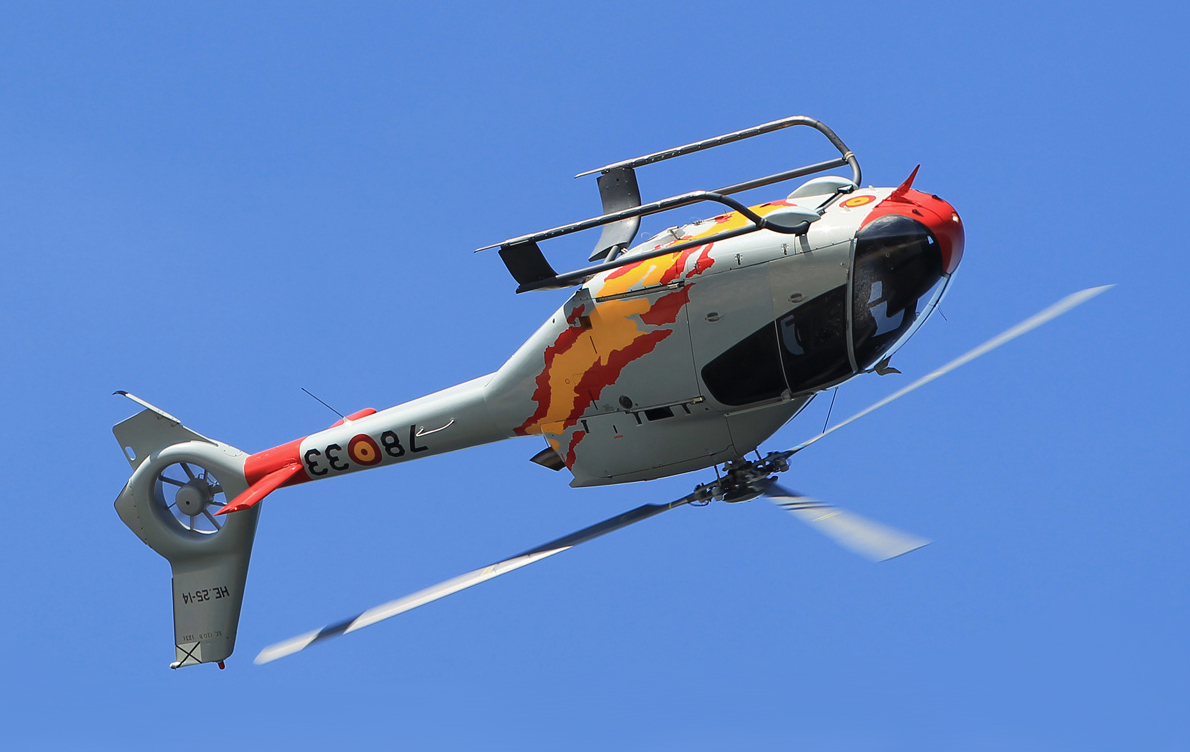
ループするEC-120B（Patrulla ASPAの機体）

1970年代に開発されたユーロコプター エキュレイユの後継機種として、設計は1992年より開始された。ライフサイクルコストの低減に重点が置かれており、エンジンは単発配置とされたほか、ローターブレードを初めとして機体各所に複合材料が多用されている。ローターヘッドはベアリングレスで、ブレードはスフェリフレックス（Speriflex）構造を採用した3枚式で、騒音低減のため、先端は曲線に加工されている。
テールローターにはフェネストロンが採用された。降着装置は固定式スキッドを採用した。また、本機の開発は国際共同によって行なわれており、ユーロコプター社のほか、中国の哈爾浜飛機製造公司、中航技进出口有限责任公司、シンガポールのシンガポール・エアロスペース社が参加した。
製造は1998年1月より開始され、1号機は、日本の野崎産業に引き渡された。現在では、製造はユーロコプター社のマリニアンヌ工場と中国の哈爾浜飛機製造公司によって分担されており、前者で生産されたものをEC 120、後者で生産されたものをHC 120と称する。
ユーロコプターのエアバス・ヘリコプターズへの改称へ伴い、現在は名称がH120と改称されている。
維持費の面で有利であるため個人が所有するプライベート機の他、練習機や空撮用などの事業用としても利用されている。
コストを考慮した機体ではあるがローターヘッドのベアリングレスによりループなどの曲技飛行が可能である。スペイン空軍では練習機として導入した機体により、飛行教官による曲技飛行隊『Patrulla ASPA』を結成している。

## ディーゼルエンジン搭載試験機

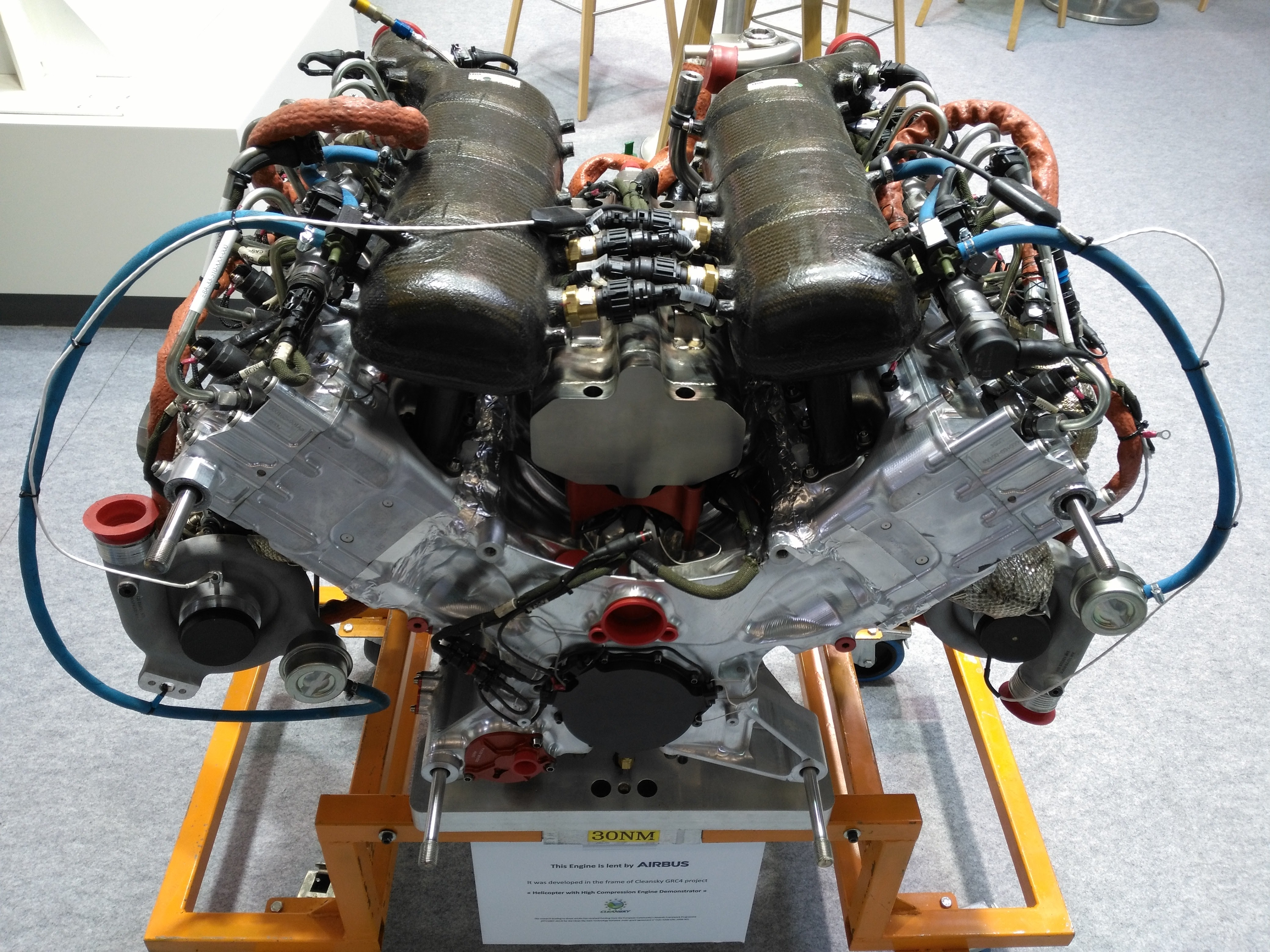
パリ航空ショーに展示されるHIPE-AE440（2017年）

2015年11月6日にはV型8気筒4.6リットル直噴ターボディーゼルHIPE-AE440を搭載したH120の飛行に成功した。European Clean Sky initiativeの一環として開発された。これにより、チュルボメカ アリウスを搭載した同型機よりも燃料の消費が50%以上低減され、航続距離が2倍近くになり、高温高地での運用性が向上するとされる。また免許取得の比較的容易な陸上単発ピストン機の免許で操縦できるが、燃料は航空用ガソリンより安価なジェット燃料が使用できるなど経費削減が可能となる。

## 仕様

EC120

出典: Eurocopter. “Civil helicopter, EC120, helicopter manufacturer - Eurocopter - Characteristics” (英語). 2011年7月23日閲覧。
諸元
- 乗員: 1名
- 定員: 乗客4名
- ペイロード: 721 kg （1,543 lbs）
- 全長: 9.6 m （31 ft 5 in）
- 全高: 3.4 m （11 ft 2 in）
- ローター直径: 10.0 m （32 ft 8 in）
- 空虚重量: 994 kg （2,191 lbs）
- 最大離陸重量: 1,715 kg （3,781 lbs）
- 動力: チュルボメカ アリウス2F ターボシャフトエンジン、376 kW （504 hp）   × 1基

性能
- 最大速度: 278 km/h=M0.23 （150 kts）
- 航続距離: 710 km （383 nm）
- 実用上昇限度: 6,096 m （20,000 ft）
- 上昇率: 5,84 m/sec （1,150 ft/min）

## 運用国

### 現用
- フランス - 2023年時点で、フランス陸軍が35機を運用（リース機）[4]。
- ガボン - 2024年時点で、ガボン空軍が2機のH120を保有[5]。
- シンガポール - 2023年時点で、シンガポール空軍が5機のH120を運用（リース機）[6]。

## 参照
1. ↑  エアバス・ヘリコプターズ・ジャパン株式会社 ニュース 製品名の変更について 2015年03月11日
2. ↑  “Airbus Helicopters starts flight tests with high-compression engine for cleaner, more efficient and higher-performance rotorcraft” (英語). エアバス・ヘリコプターズ. (2015年11月10日)
3. ↑  “エアバス・ヘリ、ディーゼルエンジンの実験機で初飛行試験”. FlyTeam. (2015年11月12日)
4. ↑  The International Institute for Strategic Studies (IISS) (2023-02-15) (英語). The Military Balance 2023. Routledge. p. 91. ISBN 978-1-032-50895-5
5. ↑  IISS 2024, p. 493.
6. ↑  The International Institute for Strategic Studies (IISS) (2023-02-15) (英語). The Military Balance 2023. Routledge. p. 288. ISBN 978-1-032-50895-5